# Список самых высоких зданий Кёльна
Ниже представлен список зданий города Кёльн (Германия) высотой 100 и более метров, таковых на 2016 год насчитывается 10 штук. Самое высокое здание города — Кёльн Турм, имеющее высоту 148 м (165,5 м с учётом антенны). Пик высотного строительства в Кёльне пришёлся на 1970-е годы: в 1969—1981 годах было построено 8 из 10 зданий, поныне являющимися самыми высокими в городе.
В список включены уже построенные здания, а также здания, чьё строительство ещё не завершено, но они уже достигли своей максимальной расчётной высоты.

## Список
Сортировка по убыванию высоты. В столбце «Высота» указана архитектурная высота, то есть без антенн, флагштоков, громоотводов и прочих легко демонтируемых конструкций. Знак равенства = после порядкового номера означает, что здания имеют одинаковую высоту с точностью до 0,1 м.
| № п/п | Название                    | Фото | Высота, м | Надземных этажей | Год окончания строительства | Примечания, ссылки                               |
| ----- | --------------------------- | ---- | --------- | ---------------- | --------------------------- | ------------------------------------------------ |
| 1     | Кёльнская Башня             |      | 148,1     | 43               | 2001                        | Высота с учётом антенны составляет 165,5 метров. |
| 2     | Colonia-Haus                |      | 147       | 42               | 1972                        |                                                  |
| 3     | Funkhaus am Raderberggürtel |      | 138       | 34               | 1978                        |                                                  |
| 4     | Uni-Center                  |      | 131       | 45               | 1973                        |                                                  |
| 5     | Башня TÜV Rheinland         |      | 112       | 22               | 1974                        |                                                  |
| 6     | Круглая Башня               |      | 109       | 26               | 1973                        |                                                  |
| 7     | Justizzentrum Köln          |      | 105       | 25               | 1981                        |                                                  |
| 8     | Кёльнский треугольник       |      | 103,2     | 29               | 2005                        |                                                  |
| 9=    | Геркулес                    |      | 102       | 31               | 1969                        |                                                  |
| 9=    | Здание Deutschlandfunk      |      | 102       | 19               | 1975                        |                                                  |